# Coruripe
Coruripe là một đô thị thuộc bang Alagoas, Brasil. Đô thị này có diện tích 971,4 km², dân số năm 2007 là 44313 người, mật độ 46,04 người/km².